# António Francisco de Bragança
D. António Francisco de Bragança (Lisboa, 15 de março de 1695 - Lisboa, 20 de outubro de 1757), foi um Infante de Portugal, quinto filho do Rei Pedro II de Portugal e de Maria Sofia de Neuburgo.

## Biografia
Nasceu no Paço da Ribeira, em Lisboa, a 15 de março de 1695. Foi o seu nascimento aplaudido com grandes demonstrações de alegria, pelo sucesso do mesmo, que não se augurava devido ao facto de a Rainha padecer de uma doença há algum tempo, tendo os Médicos reais prognosticado a total ruína da sua saúde com a gravidez.
Foi baptizado a 16 de abril com o nome de António Francisco Xavier José Bento Teodósio Leopoldo Henrique de Bragança, pelo Capelão-mor e Arcebispo de Lisboa Luís de Sousa, na Capela Real do mesmo Paço, tendo por padrinhos o Imperador Leopoldo I do Sacro Império Romano-Germânico e a Rainha-consorte de Inglaterra, Catarina de Bragança, tia paterna, sendo procuradores Luís Ambrósio Pereira de Melo, 2.º Duque de Cadaval e o Inquisidor-geral Frei José de Lencastre. O infante foi levado nos braços de Nuno Álvares Pereira de Melo, 1.º Duque de Cadaval, Conselheiro de Estado e Mordomo-mor da Rainha, debaixo de um rico pálio, como era costume.
A 31 de outubro de 1703, recebeu o sacramento da confirmação juntamente com os irmãos, no oratório do hoje extinto Palácio Real de Alcântara, sito na Quinta do mesmo nome, tendo no mesmo dia recebido a primeira tonsura no oratório do Paço da Ribeira, pelo Inquisidor-geral Frei José de Lencastre, que também lhe administrara o crisma. Pedro II fez-lhe uma mercê de trinta mil cruzados de tença nas alfândegas de Lisboa e Porto, da Comenda de Santa Maria de Almada e de várias pensões em diversos bispados do Reino, que teriam sido mais, se o Rei não tivesse falecido quando o filho tinha apenas 11 anos, idade em que ficou totalmente órfão, tendo já a sua mãe falecido quando tinha apena 4 anos de idade.
Em 1707, o seu irmão mais velho, agora Rei João V, nomeou-lhe por aio Fernão Martins de Mascarenhas, 2.º Conde de Óbidos, Conselheiro de Estado e Meirinho-mor do Reino, pela sua experiência e erudição. Com a assistência deste aio, reconheceram-se e sobressaíram talentos no infante, que, segundo se relata, não dava trabalho nenhum aos seus mestres. António Francisco era dado às Matemáticas e Filosofias modernas, em que teve por mestre Manuel de Azevedo Fortes, General de Batalha e Engenheiro-mor do Reino, professor de arquitetura militar, erudito nas referidas matérias, tendo o infante retirado singular aproveitamento dos seus ensinamentos, disputando e ouvindo entusiasmadamente o mestre e restantes professores em diversos assuntos. Além da propensão às ciências, tinha especial gosto pela História, que lia na língua materna, Latim, Francês, Italiano e Castelhano, tendo até estabelecido uma grande biblioteca onde mantinha impressos e manuscritos raros, que contribuíram para a realização da obra Historia genealogica da Casa Real Portugueza. Distinguiu-se nas Artes liberais, tendo também um grande interesse pela Música, em que tinha natural propensão nos instrumentos, tocando cravo e pianoforte nas horas livres. Foi aluno do famoso compositor italiano Domenico Scarlatti e, em 1732, o compositor Lodovico Giustini dedicou-lhe a primeira coleção mais editada de sonatas para o pianoforte. São-lhe ainda assinalados talentos na equitação, na caça e na tauromaquia.

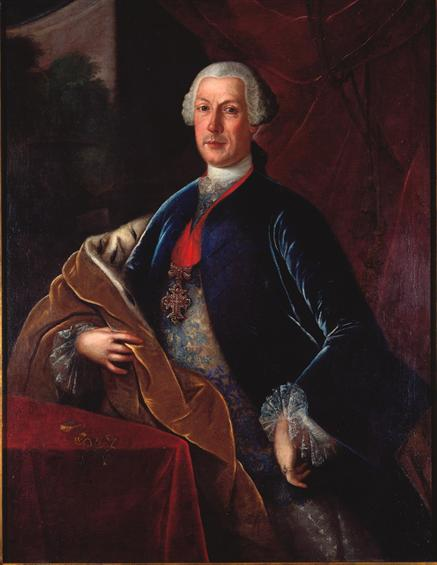
António Francisco de Bragança, por autor desconhecido

Foi armado Cavaleiro pelo seu irmão a 25 de maio de 1717, na ermida do Palácio dos Duques de Cadaval, em Pedrouços, calçando-lhe as esporas Nuno Álvares Pereira de Melo, 1.º Duque de Cadaval e João de Sousa, 3.º Marquês das Minas, sendo depois ordenado a Frei Fernando de Morais, Prior da Ordem Militar de Cristo, que lhe lançasse o hábito da mesma Ordem.
A 21 de dezembro de 1726, o seu irmão ofereceu-lhe Casa, nomeando-lhe por gentis-homens de Câmara Tomás José Botelho de Távora, 3.º Conde de São Miguel, João de Saldanha da Gama, Senhor de Assequins, Aires de Saldanha e Albuquerque Coutinho Matos e Noronha, governador da Capitania Real do Rio de Janeiro, Rodrigo de Melo da Silva, 5.º Conde de São Lourenço, Francisco de Mascarenhas, 3.º Conde de Coculim e Luís Vasques da Cunha Ataíde, 2.º Conde de Povolide, sendo nomeado secretário o Desembargador Francisco Nunes Cardeal e oferecidos alguns criados da Família Real. Tinha desta forma uma grande Casa, com todos os ofícios e foros da Casa Real, além de, para administração desta, um tribunal, presidido por ministros de elevada graduação nas Letras e mais secretários e oficiais do Ministério da Fazenda. Ao mesmo tempo, em demonstração da grande estima que tinha o Rei pelo irmão predileto, fez-lhe uma generosa mercê para manter a sua Casa. O infante passou a residiu então afastado da Corte.
António Caetano de Sousa descreveu o infante da seguinte forma: «(...) he o Serenissimo Infante D. Antonio ornado de excellentes virtudes, benigno, agradavel, generoso, magnifico, estimador das gentes, e favorecedor de toda a pessoa benemerita, ou seja Civil, ou Militar, que elle socorre generosamente com a sua protecção, e com a sua liberalidade, de sorte, que elle he amado naõ só dos que tem a honra de o tratar, mas universalmente dos Portuguezes, e dos Estrangeiros; porque nelle se vê hum Principe de gentil presença, vivo, bizarro, robusto, e desembaraçado, com sublime entendimento, curioso, e sciente (...)». Outras fontes referem o contrário: «(...) apático e egoísta, e em sua casaca verde se metia e protegia a Companhia do Olho Vivo, bando de ladrões que alarmou Lisboa e aos quais o Infante quis por vaidade salvar, pois dele fazia parte seu mordomo.»
Aquando da morte do seu irmão Francisco Xavier de Bragança, em 1742, António reclamou para si a sucessão na chefia da Casa do Infantado, que viria contudo a ser entregue ao seu sobrinho Pedro de Bragança, filho secundogénito do seu irmão João V, o que muito agravou a relação entre os dois irmãos. O infante, fervorosamente religioso, não se casou nem teve filhos e viveu o resto dos seus dias no hoje extinto Palácio Real de Alcântara, sito na Quinta do mesmo nome (também conhecida como Quinta da Tapada), nos arredores de Lisboa, onde faleceu vítima de apoplexia a 20 de outubro de 1757, aos 62 anos de idade. O Desembargador António José da Fonseca Lemos foi encarregado das diligências funerárias. Jaz no Panteão da Dinastia de Bragança, junto aos seus irmãos Francisco Xavier, Manuel e Francisca Josefa.